# Corallium maderense
Corallium maderense är en korallart som beskrevs av Johnson 1899. Corallium maderense ingår i släktet Corallium och familjen Coralliidae. Inga underarter finns listade i Catalogue of Life.